# Мішмар-га-Шарон
Мішмар-га-Шарон (івр. מִשְׁמַר הַשָּׁרוֹן, Варта Шарону) — кібуц у Центральному окрузі Ізраїлю. Заснований 1933 року.

## Географія
Мішмар-га-Шарон входить до складу регіональної ради Емек-Хефер у Центральному окрузі, на північний схід від Нетанії. На схід від кібуцу проходить шосе № 4, на північ від нього розташований кібуц Маабарот, а на південь — мошав Бейт-Іцхак.

## Історія
1924 року група з десяти репатріантів з СРСР оселилась у Галілеї — спочатку у мошаві Явніель, потім у мошаві Мігдаль, — щоб здобути досвід участі у єврейських сільськогосподарських поселеннях Палестини. Згодом та група разом із репатріантами з Польщі перебралась у центр країни й у червні 1933 року заснувала там, у долині Шарон, кібуц Мішмар-га-Шарон. Засновники кібуцу почали висушувати навколишні болота, прокладаючи канали й висаджуючи евкаліптові гаї. Зростання населення кібуцу у ті роки відбувалось за рахунок припливу нових жителів з числа членів руху «Гордонія». 1941 року населення кібуцу сягнуло 100 осіб.
Мішмар-га-Шарон одним з перших в Ізраїлі почав вирощувати тропічні сільськогосподарські культури — в першу чергу банани. В останні роки британського мандату в кібуці розміщувався таємний склад зброї Гаґани й опорний пункт «Пальмаху». У ті роки у Мішмар-га-Шароні народився його найвідоміший уродженець — майбутній прем'єр-міністр Ізраїлю Егуд Барак. Після заснування Ізраїлю кібуц прийняв кілька груп європейських євреїв.

## Сучасний стан
Нині близько половини жителів Мішмар-га-Шарона складають члени кібуцу. Там також налічується 120 дітей. Ще одна значна група населення складається з учнів ульпану у віці від 18 до 28 років, які не є постійними жителями.